# Galeazzo Sanvitale (arcivescovo)
Galeazzo Sanvitale (Parma, 26 novembre 1566 – Roma, 8 settembre 1622) è stato un arcivescovo cattolico italiano.

## Biografia
Era figlio di Luigi Sanvitale, conte di Fontanellato, Noceto e Belforte, e di Corona Cavazzi della Somaglia.
Entrò presto nello stato ecclesiastico: fu cameriere d'onore di papa Sisto V e referendario di Segnatura sotto il pontificato di Clemente VIII.
Il 15 marzo 1604 fu eletto arcivescovo di Bari e Canosa e il 4 aprile successivo ricevette la consacrazione episcopale dal cardinale Girolamo Bernerio, vescovo di Albano. Lasciò il governo dell'arcidiocesi nel 1606.
Fu incaricato da papa Paolo V di coordinare e sovrintendere ai lavori per il ripristino dell'acquedotto che portava a Roma le acque dalle sorgenti attorno al lago di Bracciano.
Nel 1621 papa Gregorio XV lo nominò maestro di casa e prefetto dei Sacri Palazzi Apostolici.
Morì nel 1622, prima di essere creato cardinale: i suoi funerali furono celebrati nella chiesa di San Gregorio al Celio, dove venne anche sepolto.

## Genealogia episcopale e successione apostolica
La genealogia episcopale è:
- Cardinale Scipione Rebiba
- Cardinale Giulio Antonio Santori
- Cardinale Girolamo Bernerio, O.P.
- Arcivescovo Galeazzo Sanvitale

La successione apostolica è:
- Cardinale Ludovico Ludovisi (1621)

## Ascendenza
|                                                |                                                               |                                          | Genitori                                   |  |  | Nonni |  |  | Bisnonni                                        |  |  | Trisnonni                                |  |
|                                                |                                                               |                                          |                                            |  |  |       |  |  | Jacopo Antonio Sanvitale, conte di Fontanellato |  |  | Stefano Sanvitale, conte di Fontanellato |  |
|                                                |                                                               |                                          |                                            |  |  |       |  |  | Jacopo Antonio Sanvitale, conte di Fontanellato |  |  | Stefano Sanvitale, conte di Fontanellato |  |
|                                                |                                                               | Ludovica Pallavicino                     |                                            |  |  |       |  |  | Jacopo Antonio Sanvitale, conte di Fontanellato |  |  |                                          |  |
| Gian Galeazzo Sanvitale, conte di Fontanellato |                                                               |                                          |                                            |  |  |       |  |  | Jacopo Antonio Sanvitale, conte di Fontanellato |  |  |                                          |  |
|                                                |                                                               | Veronica da Correggio                    | Manfredo I, conte di Correggio             |  |  |       |  |  |                                                 |  |  |                                          |  |
|                                                |                                                               | Veronica da Correggio                    | Manfredo I, conte di Correggio             |  |  |       |  |  |                                                 |  |  |                                          |  |
|                                                |                                                               | Veronica da Correggio                    | Agnese Pio                                 |  |  |       |  |  |                                                 |  |  |                                          |  |
| Luigi Sanvitale, conte di Fontanellato         |                                                               | Veronica da Correggio                    |                                            |  |  |       |  |  |                                                 |  |  |                                          |  |
|                                                |                                                               | Ludovico Gonzaga, conte di Sabbioneta    | Gianfrancesco Gonzaga, conte di Sabbioneta |  |  |       |  |  |                                                 |  |  |                                          |  |
|                                                |                                                               | Ludovico Gonzaga, conte di Sabbioneta    | Gianfrancesco Gonzaga, conte di Sabbioneta |  |  |       |  |  |                                                 |  |  |                                          |  |
|                                                |                                                               | Ludovico Gonzaga, conte di Sabbioneta    | Antonia del Balzo                          |  |  |       |  |  |                                                 |  |  |                                          |  |
| Paola Gonzaga                                  |                                                               | Ludovico Gonzaga, conte di Sabbioneta    |                                            |  |  |       |  |  |                                                 |  |  |                                          |  |
|                                                |                                                               | Francesca Fieschi                        | Gianluigi II Fieschi, conte di Lavagna     |  |  |       |  |  |                                                 |  |  |                                          |  |
|                                                |                                                               | Francesca Fieschi                        | Gianluigi II Fieschi, conte di Lavagna     |  |  |       |  |  |                                                 |  |  |                                          |  |
|                                                |                                                               | Francesca Fieschi                        | Caterina Del Carretto                      |  |  |       |  |  |                                                 |  |  |                                          |  |
| Galeazzo Sanvitale                             |                                                               | Francesca Fieschi                        |                                            |  |  |       |  |  |                                                 |  |  |                                          |  |
|                                                | Giovanni Antonio Bernardino Cavazzi, III conte della Somaglia | Bassano Cavazzi, II conte della Somaglia |                                            |  |  |       |  |  |                                                 |  |  |                                          |  |
|                                                | Giovanni Antonio Bernardino Cavazzi, III conte della Somaglia | Bassano Cavazzi, II conte della Somaglia |                                            |  |  |       |  |  |                                                 |  |  |                                          |  |
|                                                | Giovanni Antonio Bernardino Cavazzi, III conte della Somaglia | Corona Borromeo                          |                                            |  |  |       |  |  |                                                 |  |  |                                          |  |
| Francesco Cavazzi, IV conte della Somaglia     | Giovanni Antonio Bernardino Cavazzi, III conte della Somaglia |                                          |                                            |  |  |       |  |  |                                                 |  |  |                                          |  |
|                                                |                                                               | Bianca Landriani                         | Antonio Landriani                          |  |  |       |  |  |                                                 |  |  |                                          |  |
|                                                |                                                               | Bianca Landriani                         | Antonio Landriani                          |  |  |       |  |  |                                                 |  |  |                                          |  |
|                                                |                                                               | Bianca Landriani                         | Maddalena Stampa                           |  |  |       |  |  |                                                 |  |  |                                          |  |
| Corona Cavazzi della Somaglia                  |                                                               | Bianca Landriani                         |                                            |  |  |       |  |  |                                                 |  |  |                                          |  |
|                                                |                                                               | Giorgio Trivulzio                        | Gian Fermo Trivulzio                       |  |  |       |  |  |                                                 |  |  |                                          |  |
|                                                |                                                               | Giorgio Trivulzio                        | Gian Fermo Trivulzio                       |  |  |       |  |  |                                                 |  |  |                                          |  |
|                                                |                                                               | Giorgio Trivulzio                        | Margherita Valperga                        |  |  |       |  |  |                                                 |  |  |                                          |  |
| Margherita Trivulzio                           |                                                               | Giorgio Trivulzio                        |                                            |  |  |       |  |  |                                                 |  |  |                                          |  |
|                                                |                                                               | Caterina Trivulzio                       | Agostino Trivulzio                         |  |  |       |  |  |                                                 |  |  |                                          |  |
|                                                |                                                               | Caterina Trivulzio                       | Agostino Trivulzio                         |  |  |       |  |  |                                                 |  |  |                                          |  |
|                                                |                                                               | Caterina Trivulzio                       | Susanna Borri                              |  |  |       |  |  |                                                 |  |  |                                          |  |
|                                                |                                                               | Caterina Trivulzio                       |                                            |  |  |       |  |  |                                                 |  |  |                                          |  |